# Rieppeleon
Rieppeleon är ett släkte av kameleonter med arter som förekommer i östra Afrika. Några släktmedlemmar ingick före 2004 i andra släkten.
Släktets medlemmar är med en vikt av cirka 4 g små. De har en kort svans som inte kan användas som gripverktyg, vistas på marken eller klättrar i den låga växtligheten. Arterna kan i viss mån byta sin färgsättning. De påminner om arter i släktet Rhampholeon. Honor lägger ägg. Parningen varar i flera dagar.
The Reptile Database listar följande arter:
- Rieppeleon brachyurus
- Rieppeleon brevicaudatus
- Rieppeleon kerstenii

IUCN listar alla arter som livskraftiga (LC).